# Branislav Varsik
Branislav Varsik (5. března 1904 Myjava – 28. května 1994 Bratislava) byl slovenský historik, archivář, vědec a pedagog.
Studoval ve Vídni, Paříži, Praze a Bratislavě. Pracoval v Zemském archivu v Bratislavě. Patřil mezi první slovenské profesory historie na Filozofické fakultě Univerzity Komenského v Bratislavě.
Ve své vědecké práci se zaměřil zejména na ohlas husitského hnutí na Slovensku a středověké osídlení Slovenska.

## Dílo
- Slováci na pražskej univerzite do konca stredoveku (1926)
- Husiti a reformácia na Slovensku do žilinskej synody (1932, habilitačná práca)
- Národnostný problém trnavskej univerzity (1938)
- Národnostná hranica slovensko-maďarská v ostatných dvoch storočiach (1940)
- Slovenské listy a listiny z 15. a 16. stor. (1956, doktorská práca)
- Osídlenie Košickej kotliny I.-III. (1964, 1973, 1977)
- Husitské revolučné hnutie a Slovensko (1965)
- Zo slovenského stredoveku (1972)
- Z osídlenia slovenského a stredného Slovenska v stredoveku (1984)
- Otázky vzniku a vývinu slovenského zemianstva (1988)
- Slovanské (slovenské) názvy riek na Slovensku a ich prevzatie Maďarmi v 10. – 12. storočí (1990)

## Vyznamenání
- 1963 – Zlatá medaile Univerzity Komenského
- 1963 – Řád práce
- 1974 – Zlatá čestná plaketa SAV Ľudovíta Štúra za zásluhy ve společenských vědách
- 1976 – Národní cena SSR
- 1979 – Stříbrná medaile SAV
- 2007 – in memoriam Řád Ľudovíta Štúra I. třídy